# 道の駅宇土マリーナ
道の駅宇土マリーナ（みちのえき うとマリーナ）は、熊本県宇土市にある国道57号の道の駅である。宇土マリーナに隣接している。

## 施設
- 駐車場
  - 普通車：117台
  - 大型車：6台
  - 身障者用：4台
- トイレ
  - 男：大 3器（2器）、小 5器（3器）
  - 女：4器（3器）
  - 身障者用：2器（1器）

※（）内は、24時間利用可能
- 公衆電話
- 公衆FAX
- レストラン（11:00 - 15:00）
- 物産館「宇土マリーナおこしき館」
- 観光案内所

## 休館日
- 第2・4水曜日（祝日の場合、翌日）
- 年末年始

## アクセス
- 国道57号

## 宇土マリーナ

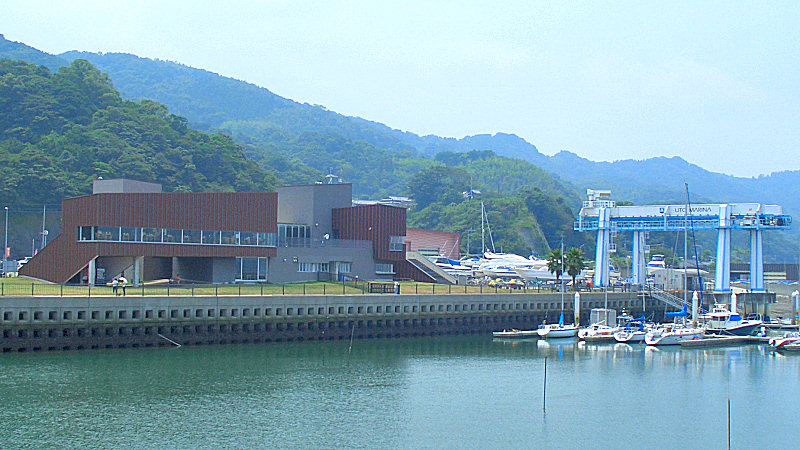
海側から見たマリーナハウス

宇土マリーナは道の駅より一足早く1998年（平成10年）に開業した。道の駅宇土マリーナの西側に隣接し、敷地は一体化している。なお、宇土マリーナは国土交通省より海の駅「うと海の駅」に指定されている。

### 主な施設
- 収容能力 - 233隻（うち係留33隻）
- 海上施設
  - 桟橋
  - 揚陸施設
- クラブハウス（宇土マリーナハウス）
  - オーナールーム
  - レストラン
- ヤード
  - ボートヤード
  - 艇庫

### 定休日
- 火曜日（7月 - 8月）
- 火・水曜（9月 - 6月、祝日の場合は木曜日）

### 宇土マリーナハウス 建築概要
宇土マリーナハウスはくまもとアートポリス参加プロジェクトであるためか特徴的な形状をしている。設計者によると、機能毎に分けられたいくつかの建築を寄せ集めたイメージで設計しているという。
- 設計： 吉松秀樹
- 竣工： 1998年
- 敷地面積： 26,283m2
- 建築面積： 1,046m2
- 延面積： 1,380m2
- 構造： RC造,S造
- 規模： 地上2階
- 所在地： 宇土市下網田町字御輿来3084-1
- 受賞：日本建築家協会新人賞 1999